# Peter Browne
Peter Browne (Dublin, 1953) is een  Ierse uilleann pipes, fluit en tin whistle-speler, producer, radiomedewerker, schrijver en leraar van de traditionele muziek.
Hij leerde van drie bekende pipers: Séamus Ennis, Leo Rowsome en Willie Clancy de uilleann pipes te bespelen. Hij speelde twee periodes met The Bothy Band, en maakte twee LP's in de tachtiger jaren van de vorige eeuw met Philip King. Als een radiomedewerker, produceerde en presenteerde hij verschillende radio programmes, zoals The Long Note, Airnean, Mo Cheol Thú, Ulster Folk, Teach a'Chéillidhe en  maakte ook een serie documentaires over de muzikanten: Paddy Keenan, Tommy Potts, Johnny O'Leary en Paddy Keenan. 
Hij produceerde drie CD's met zeldzame opnames van traditionele muzikanten uit de geluids-archieven van RTE: The Sliabh Luachra Fiddle Master - Padraig O'Keefe, Denis Murphy - Music from Sliabh Luachra en Seamus Ennis - the Return from Fingal. Als sessie-muzikant speelde hij met Mary Black, Paul Brady, Mick Hanley, The Dubliners en al gast-soloist met het RTE Concert Orchestra Er is één CD van hem bekend: Philip King and Peter Browne, "Seacht Nóiméad Déag chun a Seacht" (2001) Dit is een heruitgave van de eerder genoemd LP,s uit de tachtiger jaren. 
- International Standard Name Identifier: 0000 0004 4888 7333
- MusicBrainz: 6749fbf5-9a6b-4602-bc5d-d9d4edbc8a65
- Virtual International Authority File: 94587642